# Henri Tore
Henri Tore  (mort le 10 décembre 1310) est évêque de Vannes de juin 1287 à 1310.

## Contexte
Henri Tore (aussi orthographie Henri Tors) est le fils de Guillaume et d'Adeline. Il est prieur d'Hennebont et chantre de la cathédrale de Saint-Brieuc en 1278, avant de devenir chanoine du chapitre de Vannes en 1281. Il est élu évêque de Vannes en juin 1287 et succède à son prédécesseur dans sa fonction d' exécuteur testamentaire du duc Jean Ier. Son épiscopat est marqué par les conflits entre le roi Philippe IV le Bel et le pape Boniface VIII ainsi qu'avec l'Ordre des Templiers. Il meurt en 1310 selon la Gallia Christiana, le 10 décembre selon Joseph-Marie Le Mené en laissant au chapitre une rente de 60 sous pour célébrer son anniversaire et de 50 sous pour les pauvres.

## Sources
- (la) Jean-Barthélemy Hauréau, Gallia Christiana, vol. XIV Provincia Turonensi, Paris, Firmin-Didot, 1856, p. 929 Ecclesia Venentesis XLII Henricus.

- Ressource relative à la religion :   - Catholic Hierarchy